# 1 Timóteo 4
1 Timóteo 4 é o quarto capítulo da Primeira Epístola a Timóteo, de autoria do Apóstolo Paulo, que faz parte do Novo Testamento da Bíblia.

## Estrutura
I. Predições e conselhos
1. Predições da apostasia futura e do predomínio de doutrinas satânicas que debilitarão o lar e resultarão no ascetismo ímpio, v. 1-4
2. Conselhos acerca do ensino, da conduta ministerial, do exemplo etc.
a) Características do bom ministro de Cristo, v. 6
b) A preeminência da piedade, v. 7,8
c) A importância do exemplo piedoso, v. 12
d) O dever da diligência quanto à leitura e ao ensino; o exercício dos dons pessoais, v. 13,14
e) A importância da meditação e da dedicação completa, unidas ao cuidado com a conduta pessoal, visando à influência salvadora, v. 15,16